# 青心烏龍
青心烏龍，又名為種茶、種仔、軟枝烏龍、玉叢，台灣傳統茶樹品種之一，品種源於中國福建安溪，在台灣育種而成。可用於製作台灣烏龍茶、包種茶、台灣鐵觀音或東方美人茶。

## 概論
青心烏龍源自福建安溪一帶的矮腳烏龍。相傳在1855年，林鳳池自福建引進台灣，在今南投縣鹿谷鄉凍頂山種植，為台灣種植此種茶種的開始。在台灣日治時期，日本技師至中國福建引進茶樹，在台灣育種，培育出現在的青心烏龍品種。平鎮茶業試驗所曾將青心烏龍，與青心大冇、大葉烏龍、硬枝紅心並列為四大茶種，在台灣推廣種植。
青心烏龍為晚生種。樹形較小屬開張形，枝葉密生，葉子較厚且富彈產，呈濃綠色並廣光澤。在台灣的種植歷史悠久，各產茶區都可種植，經由不同製程可以做出不同茶葉種類，是台灣最廣泛被種植的茶樹品種。2015年，中興大學研究團隊從青心烏龍中分離出茶飢素，認為有抗老化的效果。。

## 衍生品種
知名的台茶20號 - 迎香為茶葉改良場育種改良之品種，父本即為青心烏龍。迎香烏龍口感上延續父本青心烏龍的生津喉韻，且帶有特殊的蘭花香氣。